# Jones Island (Austrália Meridional)
Jones Island é uma ilha no estado australiano da Austrália Meridional, localizada na foz de Baird Bay, no extremo norte de Anxious Bay, cerca de 45 km (28 mi) a sul-sudeste da cidade de Streaky Bay, na costa oeste da Península de Eyre. A ilha é notável como local de reprodução de leões marinhos e pelicanos australianos. A ilha detém status de área protegida desde 1967 e, a partir de 1972, faz parte do Baird Bay Islands Conservation Park.

## Descrição
Jones Island é uma ilha localizada no extremo norte de Anxious Bay, na foz de Baird Bay, cerca de 3.8 km (2.4 mi) ao sul da cidade de Baird Bay e cerca de 45 km (28 mi) ao sul-sudeste da cidade de Streaky Bay na costa oeste da Península de Eyre, no sul da Austrália. A ilha tem cerca de 600 m (2,000 ft) comprimento e uma largura máxima de 400 m (1,300 ft). A ilha é relatada como tendo um perímetro consistindo de “penhascos ingrimes” em sua costa sudeste, que se encontra exposta ao oceano, e uma encosta em seu lado protegido a noroeste. O acesso à ilha é dependente do clima devido à ausência de um ponto de desembarque adequado (como praias ou enseadas) em seu lado protegido e a presença de condições adversas do mar causadas por ondas difratadas ao redor de sua costa.

## Formação, geologia e oceanografia
A Ilha Jones foi formada há cerca de 6.000 anos após a elevação do nível do mar no início do Holoceno. Jones Island consiste em uma camada de calcarenito sobre uma base de granito. É relatado como sendo o remanescente de uma “parede de calcarenita que outrora continha o oceano desde o vale baixo ao norte”. A ilha é a parte permanentemente exposta de um sistema de recife submerso que se estende desde o promontório sul de Baird Bay até o lado sul da boca da baía em uma direção sul-sudoeste por uma distância de cerca de 12 km (7.5 mi).

## Flora e fauna

### Flora
Uma pesquisa realizada em 1983 na Ilha Jones descobriu que sua vegetação consistia nos seguintes cinco agrupamentos: Olearia axillaris, Nitraria billardierei, Erodium cygnorum, pastagem introduzida principalmente no lado noroeste da ilha e Disphyma.

### Fauna

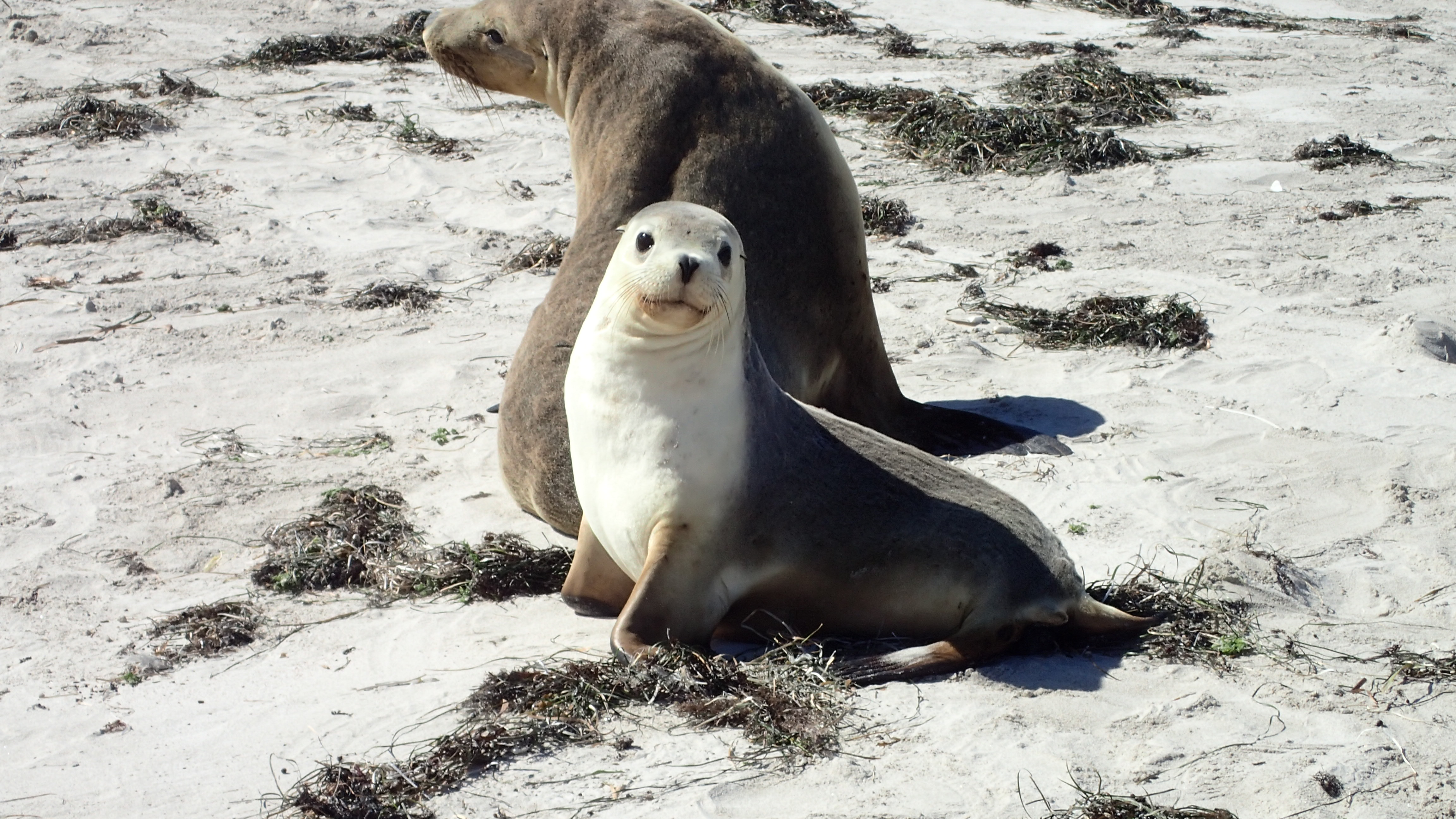
Leão-marinho australiano mãe e filhote

Na ilha, podem-se encontrar espécies de mamíferos, pássaros e répteis. A partir de 1996, apenas o leão-marinho australiano, que usa a ilha como transporte e colônia de reprodução, representa a população mamífera. Em 2006, as seguintes espécies de aves foram observadas na ilha: garça-real-branca, ostraceiro fuliginoso, andorinha bem-vinda, gaivota-prateada, pequena grama, papagaio-da-rocha, águia-pesqueira, pelicano-australiano, cormorão-preto, cormorão-do-rosto-preto, alvéola-de-willie, andorinha-do-mar-de-crista, estorninho comum e tarambola-mascarada. Enquanto a maioria das espécies de pássaros são relatadas como usando a ilha de abrigo, o pelicano-australiano também a usa como uma colônia de reprodução. Em 2006, apenas uma espécie de réptil, o Egernia, foi observada.

## História

### Descoberta europeia e exploração
Jones Island é uma das ilhas da costa oeste da Península de Eyre, onde a vegetação nativa foi devastada para dar espaço a pastagem. A ilha foi nomeada em 1908 em homenagem a JW Jones, que era um funcionário sênior do governo da Austrália do Sul e cujas funções incluem Secretário do Premier e Secretário do Comissário de Obras Públicas.

## Status de área protegida
Jones Island recebeu pela primeira vez o status de área protegida junto à ilha sem nome de Baird Bay como uma reserva de conservação de fauna declarada sob o Crown Lands Act 1929-1966 em 16 de março de 1967. Desde 1972, faz parte do Baird Bay Islands Conservation Park. Desde 2012, as águas adjacentes à costa da Ilha Jones estão em uma zona de proteção de habitat dentro do Parque Marinho de West Coast Bays. A ilha também está localizada na fronteira sudeste de uma área que cobre toda a extensão da Baía de Baird e que foi listada desde 1996 como uma "zona úmida de importância nacional" no Diretório de Zonas Úmidas Importantes na Austrália.

## Citações e referências